# 주이스라엘 대한민국 대사관
주 이스라엘 대한민국 대사관(히브리어: שגרירות קוריאה הדרומית בישראל‎)은 1993년 이스라엘에 개설된 대한민국 외교부 소속의 대사관이다.

## 역사
대한민국 정부는 1962년 4월 10일에 이스라엘과 외교 관계를 수립한 이후에 이스라엘을 주튀르키예 대한민국 대사관의 영사관할지역에 포함시켰다. 1969년부터 이스라엘이 주이탈리아 대한민국 대사관의 영사관할지역으로 변경됨에 따라 유재흥 주이탈리아 대사가 주이스라엘 대사를 겸임했다.
대한민국 정부는 1993년 12월 27일에 주이스라엘 대한민국 대사관을 공식 설치했다. 첫 상주대사인 박동순은 1994년에 부임했다. 2016년 3월 10일에는 텔아비브구 헤르츨리야에 건립된 새로운 대사관 청사가 개관했다.

## 역대 공관장
| 대수 | 이 름          | 임기                 | 비고        |
| ---- | -------------- | -------------------- | ----------- |
| 1    | 박동순(朴東淳) | 1994. 1 ~ 1997. 1. 5 |             |
| 2    | 정의용(鄭義溶) | 1997. 1 ~ 1998. 4. 6 |             |
| 3    | 이장호(李彰浩) | 1998. 4 ~ 2000. 5. 7 |             |
| 4    | 이태식(李泰植) | 2000. 7 ~ 2002. 2. 8 |             |
| 5    | 유명환(柳明桓) | 2002. 3 ~ 2004. 3    |             |
| 6    | 박경택(朴暻卓) | 2004. 3 ~ 2006. 2    |             |
| 7    | 신각수(申珏秀) | 2006. 2 ~ 2008. 7    |             |
| 8    | 마영삼(馬寧三) | 2008. 9 ~ 2011       |             |
| 9    | 김일수(金一秀) | 2011. 12 ~ 2014      | [ 1 ]       |
| 10   | 이건태(李建泰) | 2014. 11 ~ 2018      | [ 1 ]       |
| 11   | 최용환(崔容煥) | 2018. 1 ~ 2019       | [ 6 ]       |
| 12   | 서동구(徐東鷗) | 2019. 9 ~ 2022. 12   | [ 7 ] [ 8 ] |
| 13   | 김진한         | 2022. 12 ~           |             |

## 같이 보기
- 대한민국의 재외공관 목록
- 이스라엘 주재 외국공관 목록
- 주한 이스라엘 대사관
- 대한민국-이스라엘 관계